# Hertog van Rutland

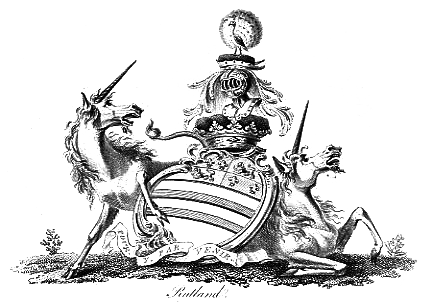
Wapen van de hertog van Rutland

Hertog van Rutland (Engels: Duke of Rutland) is een Engelse adellijke titel. 
De titel hertog van Rutland werd gecreëerd in 1703 door koningin Anna voor John Manners, 9e graaf van Rutland.
De familie Manners is nog steeds in het bezit van de titel en bewoont al 500 jaar de hoofdzetel Belvoir Castle.
De oudste zoon van de hertog heeft de hoffelijkheidstitel Markies van Granby.

## Hertog van Rutland (1703)
- John Manners, 1e hertog van Rutland (1703-1711)
- John Manners, 2e hertog van Rutland (1711-1721)
- John Manners, 3e hertog van Rutland (1721-1779)
- Charles Manners, 4e hertog van Rutland (1779-1787)
- John Manners, 5e hertog van Rutland (1787-1857)
- Charles Manners, 6e hertog van Rutland (1857-1888)
- John Manners, 7e hertog van Rutland (1888-1906)
- Henry Manners, 8e hertog van Rutland (1906-1925)
- John Manners, 9e hertog van Rutland (1925-1940)
- Charles Manners, 10e hertog van Rutland (1940-1999)
- David Manners, 11e hertog van Rutland (1999-)